# Лапинъярви
Лапинъярви (фин. Lapinjärvi) — община в провинции Уусимаа, губерния Южная Финляндия, Финляндия. Общая площадь территории — 339,34 км², из которых 9,44 км² — вода.

## Демография
На 31 января 2011 года в общине Лапинъярви проживают 2873 человека: 1429 мужчин и 1444 женщины.
Финский язык является родным для 64,76 % жителей, шведский — для 32,69 %. Прочие языки являются родными для 2,54 % жителей общины.
Возрастной состав населения:
- до 14 лет — 15,25 %
- от 15 до 64 лет — 62,1 %
- от 65 лет — 22,62 %

Изменение численности населения по годам:
| Год  | Численность |
| ---- | ----------- |
| 1990 | 3306        |
| 1995 | 3139        |
| 2000 | 3011        |
| 2005 | 2937        |
| 2010 | 2872        |
| 2015 | 2774        |
| 2020 | 2621        |

## Известные уроженцы
- Хелениус, Эстер (1875—1955) — финская художница. Лауреат высшей государственной награды Финляндии для деятелей искусств Pro Finlandia (1947).